# IC 4520
IC 4520 је спирална галаксија у сазвјежђу Волар која се налази на листи објеката дубоког неба у Индекс каталогу.
Деклинација објекта је + 33° 43' 28" а ректасцензија 14h 55m 7,0s. Привидна величина (магнитуда) објекта IC 4520 износи 15,3 а фотографска магнитуда 16,1. IC 4520 је још познат и под ознакама MCG 6-33-8, CGCG 193-10, IRAS 14530+3355, PGC 53328.